# The Ghost of Tom Joad Tour
The Ghost of Tom Joad Tour fue una gira musical del músico estadounidense Bruce Springsteen por Norteamérica y Europa entre 1995 y 1997. La gira, una de las más duraderas de su carrera musical, fue la primera de Springsteen en solitario y sirvió de promoción de The Ghost of Tom Joad, un álbum de estudio de carácter folk publicado en 1995 y que siguió la estela de Nebraska. 

## Itinerario
La gira comenzó el 21 de noviembre de 1995 en el State Theatre de New Brunswick, Nueva Jersey. La primera parte de la gira, que tuvo lugar a finales de 1995, se localizó en el área de Los Ángeles, San Francisco, Washington D. C., Filadelfia, Nueva York y Boston. Tras un descanso en invierno, Springsteen volvió a Norteamérica en enero de 1996, con una parada en Youngstown (Ohio), ciudad que sirvió de título a la canción «Youngstown».
En febrero y marzo, Springsteen tocó en Europa, tras un descanso de tres semanas durante el cual asistió a la ceremonia de entrega de los Premios Óscar en Los Ángeles. En mayo, retomó la gira en Europa. Tras un nuevo descanso entre julio y agosto de 1996, Springsteen volvió a los Estados Unidos a mediados de septiembre, tocando en locales pequeños, así como en pequeñas paradas en Asbury Park y en su escuela St. Rome of Lima School de Freehold Borough. La etapa norteamericana finalizó a mediados de diciembre de 1996, y tras un nuevo descanso, retomó la gira en enero de 1997 con varios conciertos en Japón y Australia. La última etapa de la gira comenzó en mayo, con una parada en Estocolmo para aceptar el Polar Music Prize, y a continuación tocó en países de Centroeuropa como Austria, Polonia y República Checa, antes de concluir la gira con nuevos conciertos en Europa Occidental.
La gira concluyó el 26 de mayo de 1997 en el Palacio de Congresos de París.

## Canciones
Fuentes: